# Cebu Pacific Air
Cebu Pacific Air est une compagnie aérienne à bas prix basée à Manille aux Philippines. C'est la deuxième compagnie après Philippine Airlines. Sa base principale est sur l'aéroport international de Manille Ninoy-Aquino, avec d’autres hubs à l'Aéroport international de Mactan-Cebu, Clark et Iloilo. Filiale de  JG Summit Holdings, contrôlée par la famille sino-philippine Gokongwei, elle dessert en mai 2013, 22 destinations internationales et 30 intérieures. Cebu Pacific a transporté 13,26 millions de passagers en 2012.

## Histoire
.

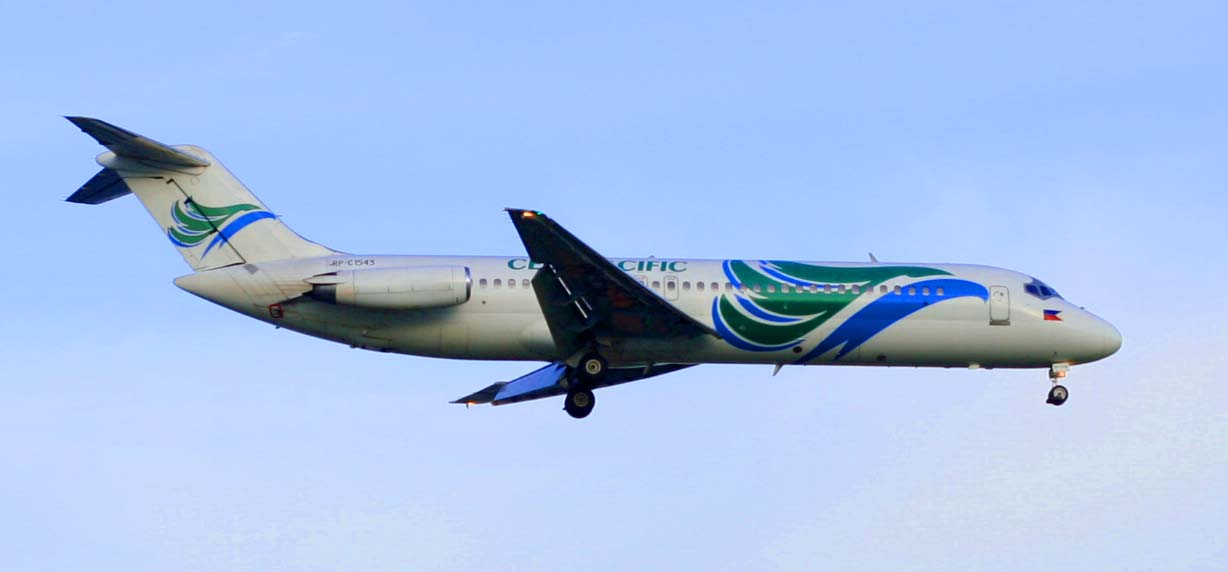
Un DC9 de Cebu Pacific en 2006

Etablie en 1988, Cebu Pacific lance ses opérations le 8 mars 1996 avec des vols intérieurs depuis l’Aéroport international de Manille vers Cebu et Davao. Elle est clouée au sol en février 1998 à la suite de l’accident du vol 387, qui fait 104 morts, mais les vols reprennent un mois plus tard. 
Fin 2001, Cebu Pacific opère près de 80 vols quotidiens vers 18 destinations aux Philippines, et lance sa première route internationale vers Hong Kong . Séoul est ajoutée à son réseau en mars 2002, puis d'autres destinations régionales mais la plupart sont suspendues début 2003 pour cause d’épidémie du SRAS.
En mai 2005, la compagnie reçoit ses deux premiers Airbus A320, loués auprès de CIT Leasing, puis elle commande en 2007, 14 ATR72 dont six fermes, le premier rejoignant sa flotte en février suivant. Fin 2008, Cebu Pacific dessert à l’international Busan, Hong Kong, Singapour, Séoul, Taipei et Bangkok depuis Cebu, et depuis sa base de Manille Bangkok, Guangzhou, Hong Kong, Jakarta, Kuala Lumpur, Macao, Singapour, Taipei, Séoul, Shanghai et Xiamen.

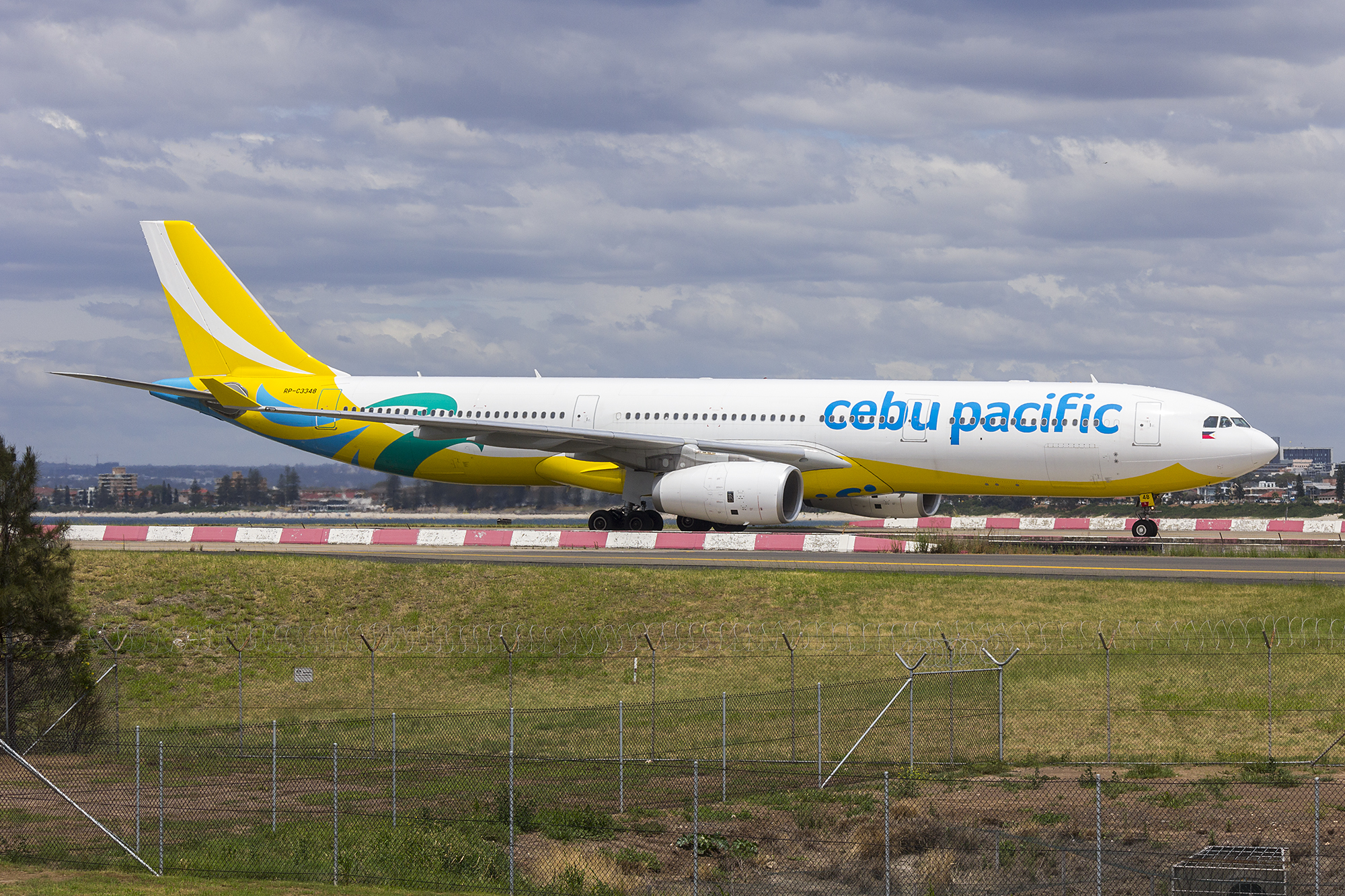
Un Airbus A330-343 à Sydney

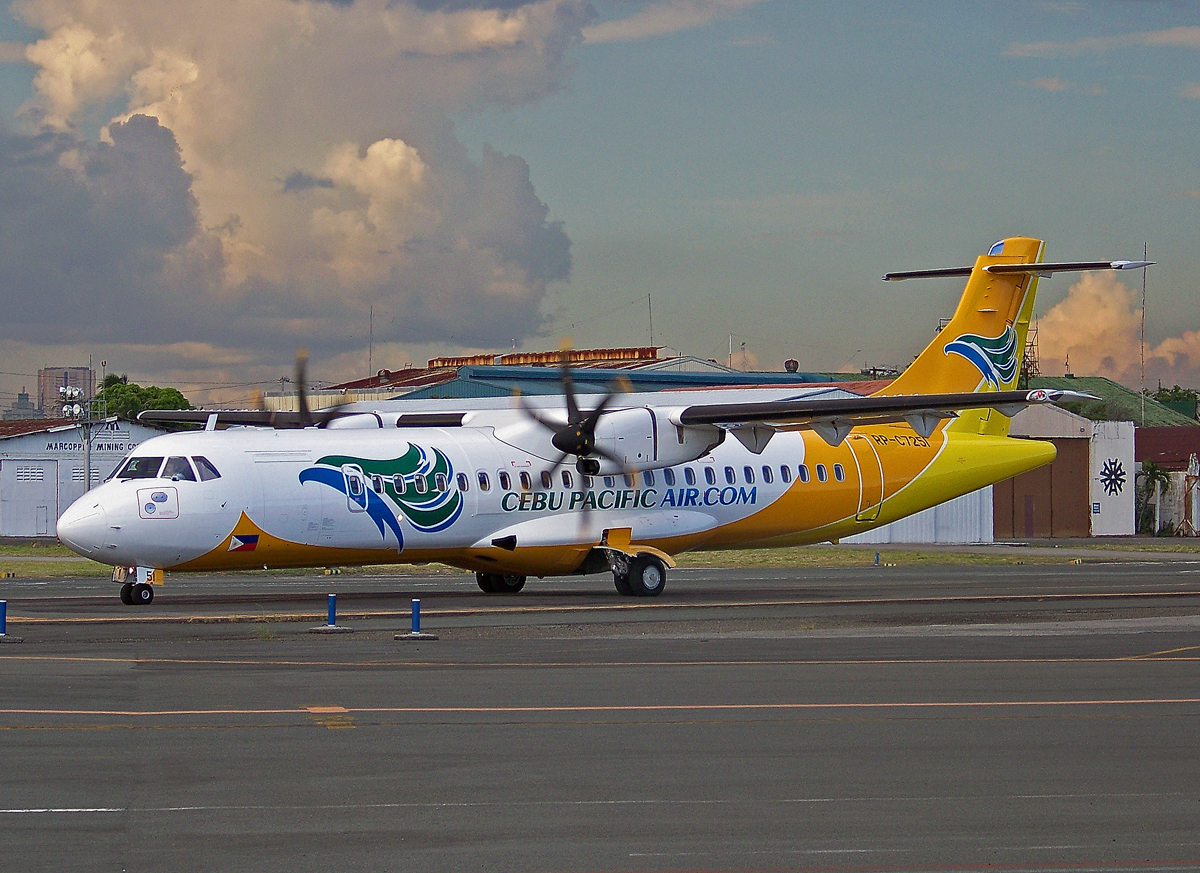
Un ATR72 de Cebu Pacific à l’Aéroport international de Manille.

En septembre 2010, la compagnie se rend célèbre en instaurant les consignes de sécurité dansées. Une vidéo prise en vol par un téléphone mobile montre des hôtesses présentant les consignes au rythme d’une chanson de Lady Gaga. Plus de 7 millions de personnes ont vu cette vidéo. À la suite de critiques du syndicat du personnel, en particulier parlant de « machisme », les stewards de la même compagnie font une démonstration similaire en octobre.
Cebu Pacific transporte son 50 millionième passager le 6 janvier 2011, entre Manille et Pékin. Elle annonce pour octobre 2013 le début de ses opérations long-courrier avec un vol vers Dubaï
.
En juin 2019, la compagnie annonce une commande de 31 avions auprès de Airbus au salon du Bourget. Il s'agit de 16 A330neo, 10 A321XLR et 5 A320neo.

## Flotte
Au 27 mars 2025, Cebu Pacific opère les avions suivants :

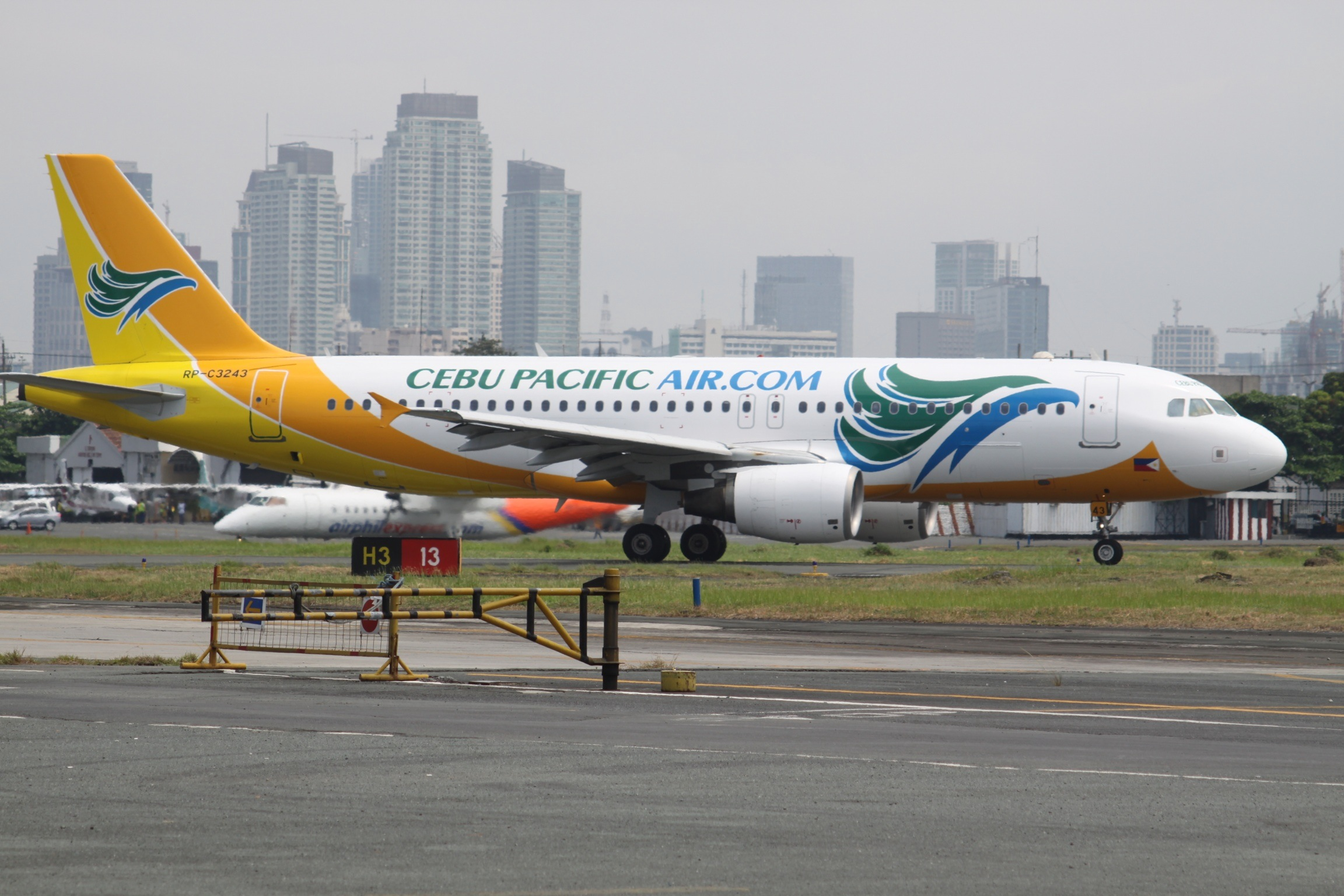
Airbus 320 de la compagnie
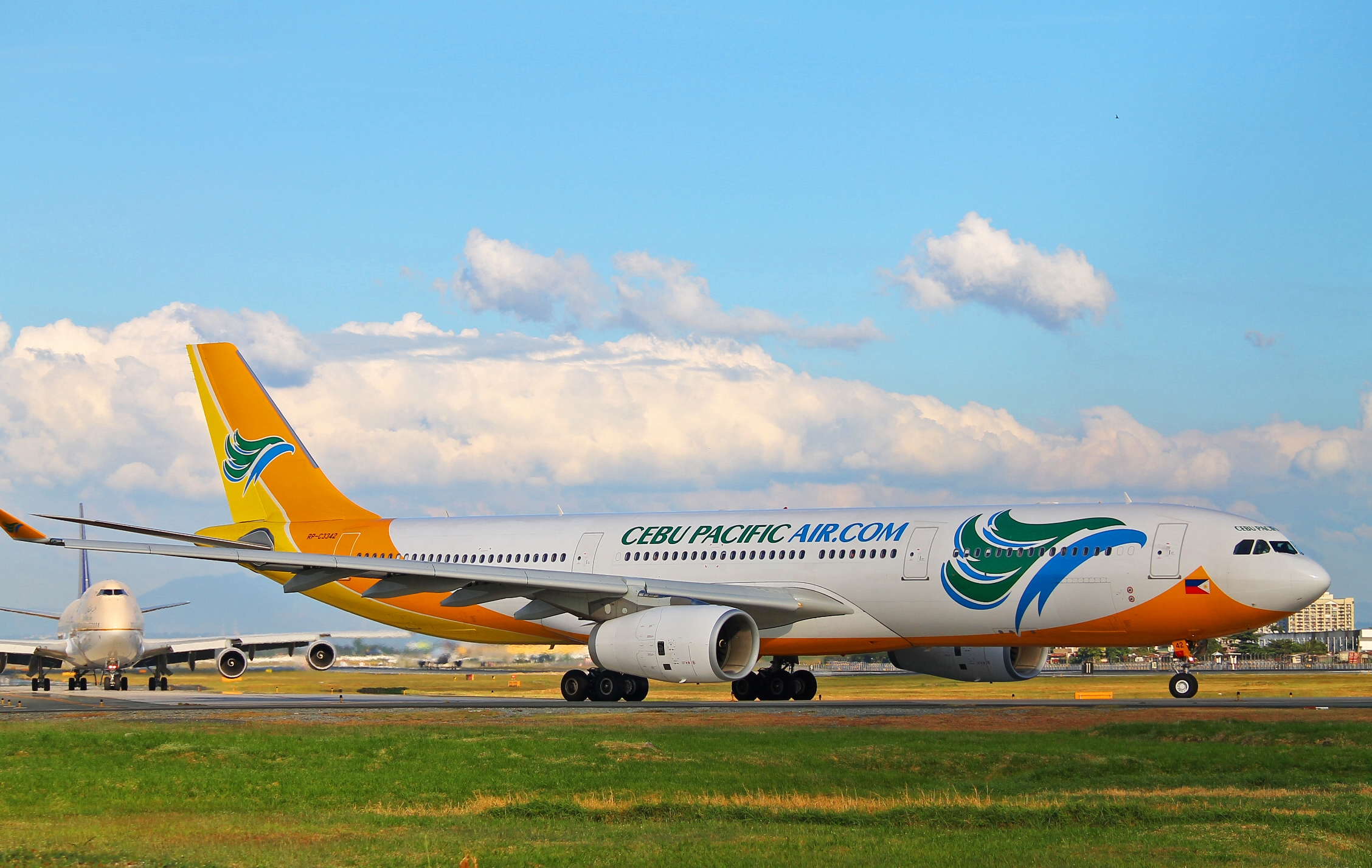
Airbus A330
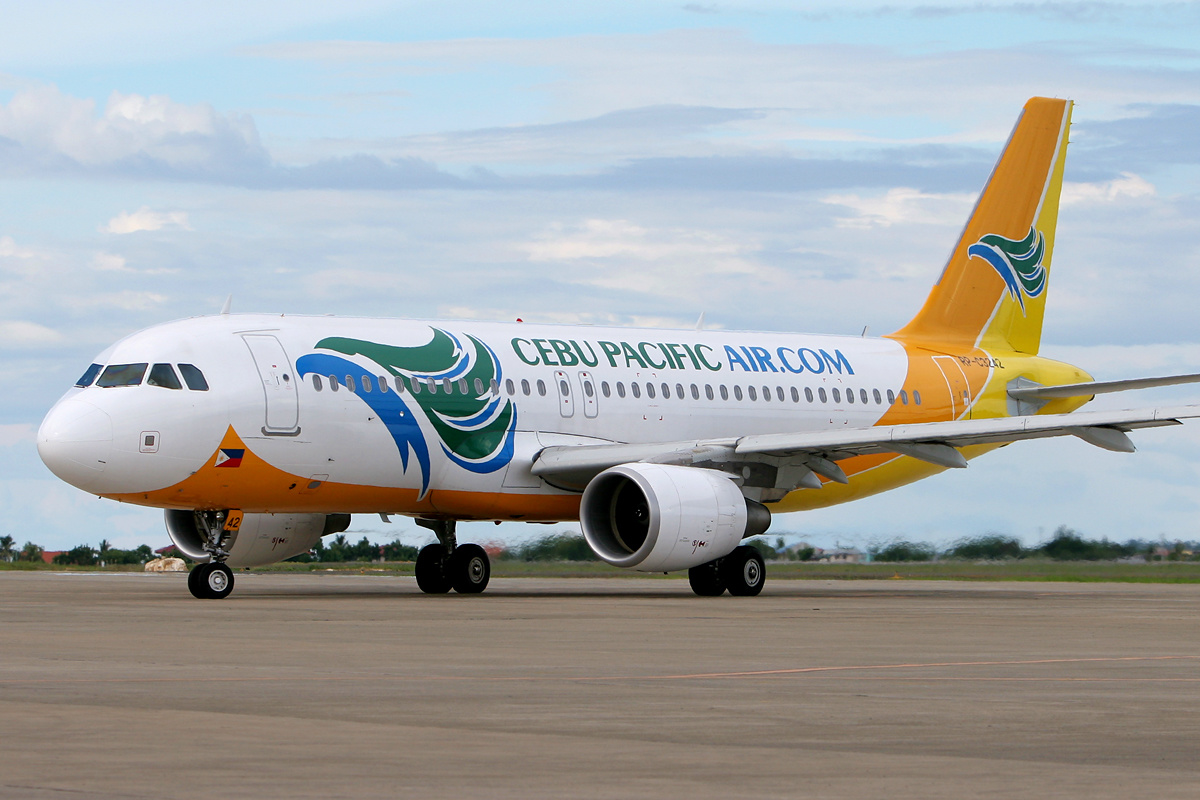
Airbus A320

## La liste noire de l'Union européenne du 23 novembre 2011
Toutes les compagnies aériennes des Philippines ont été placées en mars 2010 sur la liste noire de l'Union européenne. Elles y restent en mai 2013, malgré les progrès constatés par le régulateur européen notamment dans le cas de Cebu Pacific et Philippine Airlines. Cebu Pacific obtient finalement son droit d’exploitation en Europe le 10 mai 2014.